# Deixa Viver
Deixa Viver  é o décimo segundo álbum de estúdio gravado pelo cantor, compositor e instrumentista cearense Raimundo Fagner, lançado em 1985.
Este é o último álbum de Fagner pelo selo CBS. No ano seguinte, o cantor se transferiria para a RCA.

## Faixas
1. "Sobre a Terra"
2. "Bola no Pé"
3. "Paroara"
4. "Semente" (Fagner em poema de Mário de Andrade)
5. "Contramão"
6. "Tranqüilamente"
7. "Dono dos Teus Olhos"
8. "Deixa Viver"
9. "Te Esperei"
10. "Pressentimento"